# Football Club Goa
Maillots
Le Football Club Goa (en konkani et en hindi : फुटबॉल क्लब गोवा), plus couramment abrégé en FC Goa, est un club indien de football fondé en 2014 et basé dans la ville de Margao, dans l'État de Goa.
Le club est l'une des franchises de l'Indian Super League.

## Histoire
L'équipe est possédée par le joueur de cricket indien Virat Kohli et les hommes d'affaires Venugopal Dhoot, Dattaraj Salgaocar, propriétaire du club de Salgaocar SC et Shrinivas Dempo, propriétaire du club de Dempo SC. L'équipe joue ces matchs à domicile au Stade Fatorda.
Lors de sa première saison, l'équipe est entraîné par l'ancien footballeur brésilien Zico. Le joueur-clé de l'équipe est le français Robert Pirès.
Le premier match de l'histoire du club se joue le 15 octobre 2014 contre le Chennaiyin FC et se solde par une défaite de 2-1. Le premier buteur du club est Grégory Arnolin à la 65e minute de ce même match.

## Palmarès
| Compétitions nationales |
| --- |
| - Indian Super League (1) : - Champion : 2019-20. - Vice-champion : 2015 et 2018-19. - Supercoupe (2) : - Vainqueur : 2019, 2025 |

## Personnalités du club

### Présidents du club
- Akshay Tandon

### Entraîneurs du club
| Rang | Nom              | Période             |
| ---- | ---------------- | ------------------- |
| 1    | Zico             | 2014-2017           |
| 2    | Sergio Lobera    | 2017-fév. 2020      |
| 2    | Clifford Miranda | fév. 2020-avr. 2020 |
| 2    | Juan Ferrando    | mai 2020-déc. 2021  |

### Joueurs du club
Le tableau suivant présente la liste des capitaines principaux du FC Goa depuis 2014.
| Rang | Nom          | Période |
| ---- | ------------ | ------- |
| 1    | Robert Pirès | 2014    |